# Vérignon
Vérignon település Franciaországban, Var megyében. Lakosainak száma 8 fő (2022. január 1.). Vérignon Bauduen, Aiguines, Ampus, Aups, Moissac-Bellevue és Tourtour községekkel határos.

## Népesség
A település népessége az elmúlt években az alábbi módon változott:
| Lakosok száma | 10   | 10   | 11   | 10   | 9    | 9    | 9    | 9    | 8    |
|               | 2013 | 2015 | 2016 | 2017 | 2018 | 2019 | 2020 | 2021 | 2022 |